# Okres Iršava
Okres Iršava, též Iršavský rajón (ukrajinsky Іршавський район, Iršavskyj rajon) byl mezi lety 1947–2020 správní jednotkou na úrovni okresu v Zakarpatské oblasti na Ukrajině.
Okres (rajón) měl rozlohu 944 km² a nacházel se v centrální části oblasti, obývalo ho přibližně 99 000 obyvatel (2012), žijících v 1 městě a 46 vesnicích. Správním centrem byla Iršava. Zanikl v červenci 2020 při administrativně-teritoriální reformě, která snížila počet okresů oblasti z 13 na 6. Části okresu byly rozděleny mezi okresy Berehovo, Chust a Mukačevo.